# Tour d'Italie 1973
La 56e édition du Tour d'Italie s'est élancée de Verviers le 18 mai 1973 et est arrivée à Trieste le 9 juin. Long de 3 801 km, ce Giro a été remporté par le Belge Eddy Merckx.
Le coureur belge porte le maillot rose de bout en bout, comme le fera Gianni Bugno en 1990 (Costante Girardengo et Alfredo Binda ont été aussi leaders durant toute la course en 1919 et 1927, mais le maillot rose n'existait pas encore).

## Équipes participantes
| N.    | Code | Équipe   |
| ----- | ---- | -------- |
| 1-10  | MOL  | Molteni  |
| 11-20 | BIA  | Bianchi  |
| 21-30 | BRO  | Brooklyn |
| 31-40 | DRE  | Dreher   |
| 41-50 | FIL  | Filotex  |
| 51-60 | FLA  | Flandria |
| 61-70 | GBC  | G.B.C.   |

| N.      | Code | Équipe         |
| ------- | ---- | -------------- |
| 71-80   | JOL  | Jolly Ceramica |
| 81-90   | KAS  | KAS            |
| 91-100  | MAG  | Magniflex      |
| 101-110 | ROK  | Rokado         |
| 111-120 | SAM  | Sammontana     |
| 121-130 | SCI  | Scic           |
| 131-140 | ZON  | Zonca          |

## Classement général
| Classement général final |                   |
| --- | ----------------- |
| \| 1. Eddy Merckx \| 106 h 54 min 41 s \| \| 2. Felice Gimondi \| à 7 min 42 s \| \| 3. Giovanni Battaglin \| à 10 min 20 s \| \| 4. José Pesarrodona \| à 15 min 51 s \| \| 5. Santiago Lazcano \| à 19 min 11 s \| \| 6. Wladimiro Panizza \| à 19 min 45 s \| \| 7. Ole Ritter \| à 24 min 24 s \| \| 8. José Manuel Fuente \| à 26 min 06 s \| \| 9. Francisco Galdós \| à 26 min 35 s \| \| 10. Gianni Motta \| à 26 min 49 s \| \| 140 partants, 113 classés \| \| |                   |
| 1. Eddy Merckx | 106 h 54 min 41 s |
| 2. Felice Gimondi | à 7 min 42 s      |
| 3. Giovanni Battaglin | à 10 min 20 s     |
| 4. José Pesarrodona | à 15 min 51 s     |
| 5. Santiago Lazcano | à 19 min 11 s     |
| 6. Wladimiro Panizza | à 19 min 45 s     |
| 7. Ole Ritter | à 24 min 24 s     |
| 8. José Manuel Fuente | à 26 min 06 s     |
| 9. Francisco Galdós | à 26 min 35 s     |
| 10. Gianni Motta | à 26 min 49 s     |
| 140 partants, 113 classés |                   |

## Étapes
| Étape     | Date     | Villes étapes                       | km  | Vainqueur d'étape        | Leader du classement général |
| Prologue  | 18 mai   | Verviers                            | 5   | Eddy Merckx/Roger Swerts | non attribué                 |
| 1re étape | 19 mai   | Verviers – Cologne                  | 137 | Eddy Merckx              | Eddy Merckx                  |
| 2e étape  | 20 mai   | Cologne – Luxembourg                | 227 | Roger De Vlaeminck       | Eddy Merckx                  |
| 3e étape  | 21 mai   | Luxembourg – Strasbourg             | 239 | Gustave Van Roosbroeck   | Eddy Merckx                  |
| 4e étape  | 22 mai   | Genève – Aoste                      | 163 | Eddy Merckx              | Eddy Merckx                  |
| 5e étape  | 24 mai   | Saint-Vincent – Milan               | 173 | Gerben Karstens          | Eddy Merckx                  |
| 6e étape  | 25 mai   | Milan – Iseo                        | 144 | Gianni Motta             | Eddy Merckx                  |
| 7e étape  | 26 mai   | Iseo – Lido delle Nazioni           | 248 | Rik Van Linden           | Eddy Merckx                  |
| 8e étape  | 27 mai   | Lido delle Nazioni – Monte Carpegna | 156 | Eddy Merckx              | Eddy Merckx                  |
| 9e étape  | 28 mai   | Carpegna - Alba Adriatica           | 243 | Patrick Sercu            | Eddy Merckx                  |
| 10e étape | 29 mai   | Alba Adriatica - Lanciano           | 174 | Eddy Merckx              | Eddy Merckx                  |
| 11e étape | 30 mai   | Lanciano - Benevento                | 230 | Roger De Vlaeminck       | Eddy Merckx                  |
| 12e étape | 31 mai   | Benevento - Fiuggi                  | 236 | Tullio Rossi             | Eddy Merckx                  |
| 13e étape | 1er juin | Fiuggi – Bolsena                    | 215 | Roger De Vlaeminck       | Eddy Merckx                  |
| 14e étape | 2 juin   | Bolsena – Florence                  | 202 | Francesco Moser          | Eddy Merckx                  |
| 15e étape | 3 juin   | Florence - Forte dei Marmi          | 150 | Martín Emilio Rodríguez  | Eddy Merckx                  |
| 16e étape | 5 juin   | Forte dei Marmi – Forte dei Marmi   | 37  | Felice Gimondi           | Eddy Merckx                  |
| 17e étape | 6 juin   | Forte dei Marmi – Vérone            | 244 | Rik Van Linden           | Eddy Merckx                  |
| 18e étape | 7 juin   | Vérone - Andalo                     | 173 | Eddy Merckx              | Eddy Merckx                  |
| 19e étape | 8 juin   | Andalo - Auronzo di Cadore          | 208 | José Manuel Fuente       | Eddy Merckx                  |
| 20e étape | 9 juin   | Auronzo di Cadore - Trieste         | 197 | Marino Basso             | Eddy Merckx                  |

## Classements annexes
| Classement par points     | Eddy Merckx        | 237 points   |
| Deuxième                  | Roger De Vlaeminck | 216 points   |
| Troisième                 | Felice Gimondi     | 146 points   |
| Classement de la montagne | José Manuel Fuente | 550 points   |
| Deuxième                  | Eddy Merckx        | 510 points   |
| Troisième                 | Giovanni Battaglin | 180 points   |
| Classement par équipes    | Molteni            | 7 731 points |
| Deuxième                  | Bianchi            | 4 434 points |
| Troisième                 | Brooklyn           | 4 114 points |

## Liste des coureurs
| Molteni | Bianchi | Brooklyn |
| - 1 Eddy Merckx (Bel) 1e - 2 Joseph Bruyère (Bel) 21e - 3 Joseph De Schoenmaecker (Bel) 28e - 4 Jos Huysmans (Bel) 35e - 5 Edward Janssens (Bel) 32e - 6 Frans Mintjens (Bel) 26e - 7 Aldo Parecchini (Ita) 91e - 8 Joseph Spruyt (Bel) 42e - 9 Roger Swerts (Bel) 20e - 10 Victor Van Schil (Bel) 31e                            | - 11 Marino Basso (Ita) 84e - 12 Giovanni Cavalcanti (Ita) 17e - 13 Felice Gimondi (Ita) 2e - 14 Ercole Gualazzini (Ita) 101e - 15 Pietro Guerra (Ita) 106e - 16 Claudio Michelotto (Ita) 56e - 17 Franco Mori (Ita) 96e - 18 Ole Ritter (Dan) 7e - 19 Martín Emilio Rodríguez (Col) 41e - 20 Giacinto Santambrogio (Ita) 61e                 | - 21 Roger De Vlaeminck (Bel) 11e - 22 Fausto Bertoglio (Ita) 46e - 23 Valerio Lualdi (Ita) 71e - 24 Adriano Passuello (Ita) 76e - 25 Arturo Pecchielan (Ita) 34e - 26 Attilio Rota (Ita) ab - 27 Patrick Sercu (Bel) 97e - 28 Julien Stevens (Bel) 108e - 29 Julien Van Lint (Bel) 99e - 30 Pierfranco Vianelli (Ita) 88e |
| Dreher | Filotex | Flandria |
| - 31 Italo Zilioli (Ita) 14e - 32 Luciano Borgognoni (Ita) 94e - 33 Giovanni Dalla Bona (Ita) 110e - 34 Giuliano Dominoni (Ita) 105e - 35 Gino Fochesato (Ita) ab - 36 Mauro Landini (Ita) 98e - 37 Mario Lanzafame (Ita) ab - 38 Enrico Maggioni (Ita) 54e - 39 Franco Ongarato (Ita) 113e - 40 Tullio Rossi (Ita) 74e           | - 41 Emanuele Bergamo (Ita) 63e - 42 Marcello Bergamo (Ita) ab - 43 Arnaldo Caverzasi (Ita) 73e - 44 Ugo Colombo (Ita) ab - 45 Josef Fuchs (Sui) ab - 46 Donato Giuliani (Ita) 36e - 47 Renato Marchetti (Ita) 43e - 48 Aldo Moser (Ita) 57e - 49 Gabriele Mugnaini (Ita) 47e - 50 Francesco Moser (Ita) 15e                                  | - 51 André Dierickx (Bel) 40e - 52 Johan De Muynck (Bel) 33e - 53 Gerard David (Bel) ab - 54 Maurice Dury (Bel) ab - 55 Eric Wijckaert (Bel) ab - 56 Jean-Luc Molineris (Fra) 60e - 57 Francis Ducreux (Fra) ab - 58 Daniel Ducreux (Fra) 78e - 59 François Coquery (Fra) ab - 60 Roger Legeay (Fra) ab                    |
| GBC | Jolly Ceramica | Kas |
| - 61 Mario Anni (Ita) ab - 62 Carlo Brunetti (Ita) 52e - 63 Ezio Cardi (Ita) ab - 64 Wilmo Francioni (Ita) ab - 65 Giorgio Morbiato (Ita) ab - 66 Wladimiro Panizza (Ita) 6e - 67 Alessio Peccolo (Ita) 29e - 68 Silvano Ravagli (Ita) 45e - 69 Roberto Sorlini (Ita) 95e - 70 Fritz Wehrli (Sui) 48e                             | - 71 Alessio Antonini (Ita) 69e - 72 Giovanni Battaglin (Ita) 3e - 73 Giacomo Bazzan (Ita) 83e - 74 Enzo Brentegani (Ita) 81e - 75 Bruno Buffa (Ita) 59e - 76 Marino Conton (Ita) 109e - 77 Pierino Gavazzi (Ita) 85e - 78 Ueli Sutter (Sui) 70e - 79 Romano Tumellero (Ita) 103e - 80 Pietro Gambarrotto (Ita) 111e                          | - 81 Gonzalo Aja (Esp) 19e - 82 José-Manuel Fuente (Esp) 8e - 83 Francisco Galdos (Esp) 9e - 84 José Grande (Esp) 53e - 85 Nemesio Jiménez (Esp) 66e - 86 Santiago Lazcano (Esp) 5e - 87 Domingo Perurena (Esp) 37e - 88 José Pesarrodona (Esp) 4e - 89 José Luis Uribezubia (Esp) 64e - 90 Luis Zubero (Esp) 18e          |
| Magniflex | Rokado | Sammontana |
| - 91 Davide Boifava (Ita) 58e - 92 Fabrizio Fabbri (Ita) 39e - 93 Pietro Campagnari (Ita) 102e - 94 Sandro Quintarelli (Ita) 104e - 95 Giorgio Favaro (Ita) 87e - 96 Pietro Dallai (Ita) 72e - 97 Silvano Schiavon (Ita) 27e - 98 Mauro Vannucchi (Ita) 65e - 99 Gaetano Juliano (Ita) 79e - 100 Vittorio Urbani (Ita) ab         | - 101 Gerben Karstens (Hol) 23e - 102 Rik Van Linden (Bel) 107e - 103 Gustaaf Van Roosbroeck (Bel) ab - 104 Albert Van Vlierberghe (Bel) ab - 105 Jan Van De Wiele (Bel) 86e - 106 Gustaaf Hermans (Bel) 90e - 107 Hennie Kuiper (Hol) 16e - 108 Karl-Heinz Muddemann (All) ab - 109 Karl-Heinz Kuster (All) 92e - 110 Roger Gilson (Lux) 38e | - 111 Franco Bitossi (Ita) ab - 112 Pietro Di Caterina (Ita) ab - 113 Sigfrido Fontanelli (Ita) 68e - 114 Renato Laghi (Ita) 44e - 115 Primo Mori (Ita) 30e - 116 Marcello Osler (Ita) 93e - 117 Roberto Poggiali (Ita) 12e - 118 Walter Riccomi (Ita) 24e - 119 Mauro Simonetti (Ita) 89e - 120 Piero Spinelli (Ita) 77e  |
| Scic | Zonca | |
| - 121 Michele Dancelli (Ita) ab - 122 Enrico Paolini (Ita) 22e - 123 Giancarlo Polidori (Ita) 62e - 124 Lino Farisato (Ita) 50e - 125 Guerrino Tosello (Ita) ab - 126 Attilio Benfatto (Ita) ab - 127 Gosta Pettersson (Sue) 13e - 128 Celestino Vercelli (Ita) 75e - 129 Angelo Bassini (Ita) 80e - 130 Luciano Conati (Ita) 25e | - 131 Gianni Motta (Ita) 10e - 132 Walter Avogadri (Ita) 112e - 133 Claudio Bonacina (Ita) 100e - 134 Tino Conti (Ita) 51e - 135 Ottavio Crepaldi (Ita) ab - 136 Adriano Pella (Ita) 67e - 137 Giuseppe Perletto (Ita) 55e - 138 Giovanni Varini (Ita) 82e - 139 Louis Pfenninger (Sui) 49e - 140 Enrico Guadrini (Ita) ab                    | |